# Criósfera

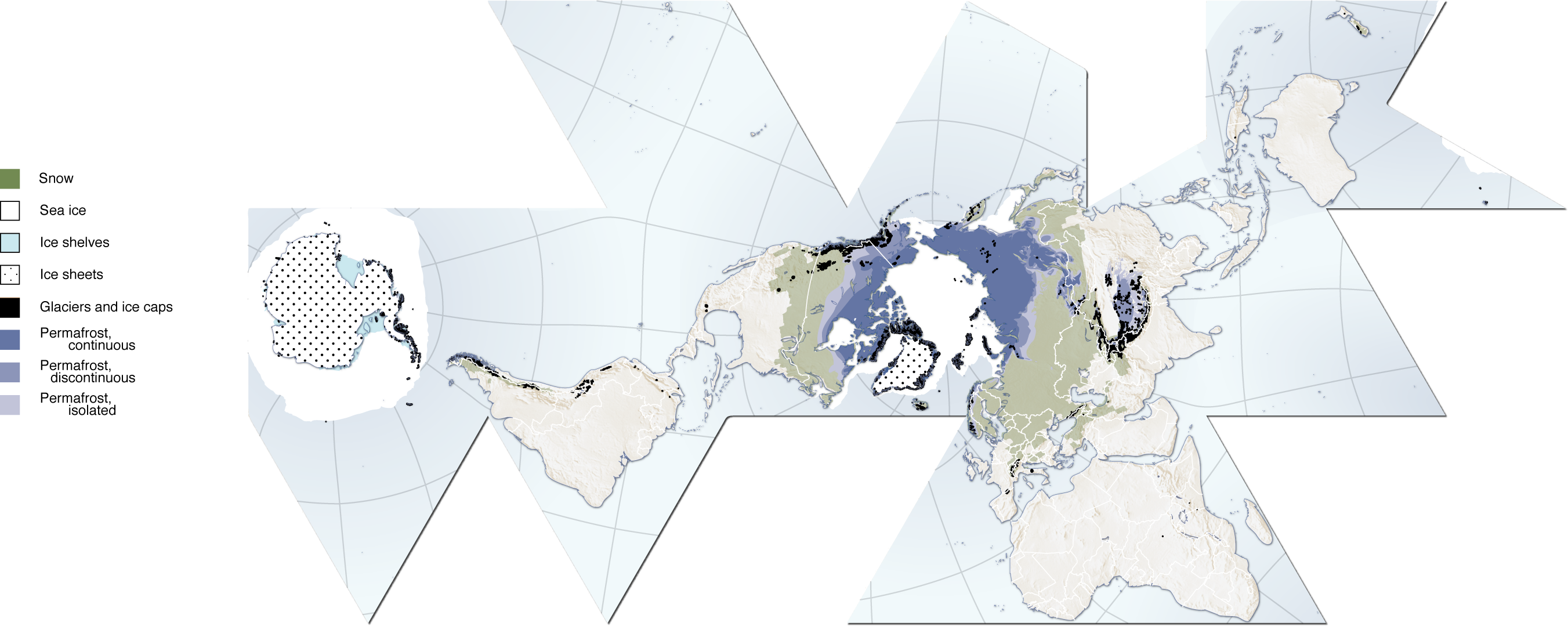
Mapa del planeta Tierra con las zonas de la criósfera marcadas.

La criósfera o criosfera (gr. κρύος (cryos), "frío", "escarcha" o "hielo" y σφαῖρα (esfera) "globo") es el término que describe las partes de la superficie de la Tierra donde el agua se encuentra en estado sólido, lo que incluye el hielo del mar, el hielo de los lagos y el de los ríos, los glaciares, las capas de hielo y el terreno congelado (incluyendo el permafrost). Por lo tanto hay una amplia superposición con la hidrosfera.
La criósfera es una parte integral del sistema climático global, con importantes vínculos y reacciones generadas a través de su influencia en los flujos de energía de superficie y la humedad, las nubes, la precipitación, la hidrología, la circulación atmosférica y oceánica. A través de estos procesos de retroalimentación, la criósfera juega un papel significativo en el clima global y en la respuesta al modelo climático del cambio global. Actualmente la mayor parte de la criósfera se encuentra localizada en las regiones polares del planeta, principalmente en el inlandsis de la Antártida (aproximadamente el 90 % de la criósfera superficial) seguida de Groenlandia y las otras islas del Glacial Ártico, luego de esto las otras principales zonas de criósfera son las altas montañas con "nieves perpetuas" (por ejemplo en las cimas de los Andes y el Himalaya, y los campos de Hielo patagónicos argentinochilenos. A inicios del siglo presente debido al calentamiento global de origen antrópico gran parte de la criósfera, que es una de las principales reservas de agua dulce de la Tierra, se está derritiendo, esto se nota principalmente en las montañas (con retroceso de glaciares) y en las regiones árticas. La criósfera superficial es un principal factor del albedo del planeta Tierra y con tal albedo facilita la baja de la temperatura promedio del planeta.

## Estructura

Extensión de las regiones afectadas por los componentes de la criosfera en todo el mundo del IPCC Fifth Assessment Report.

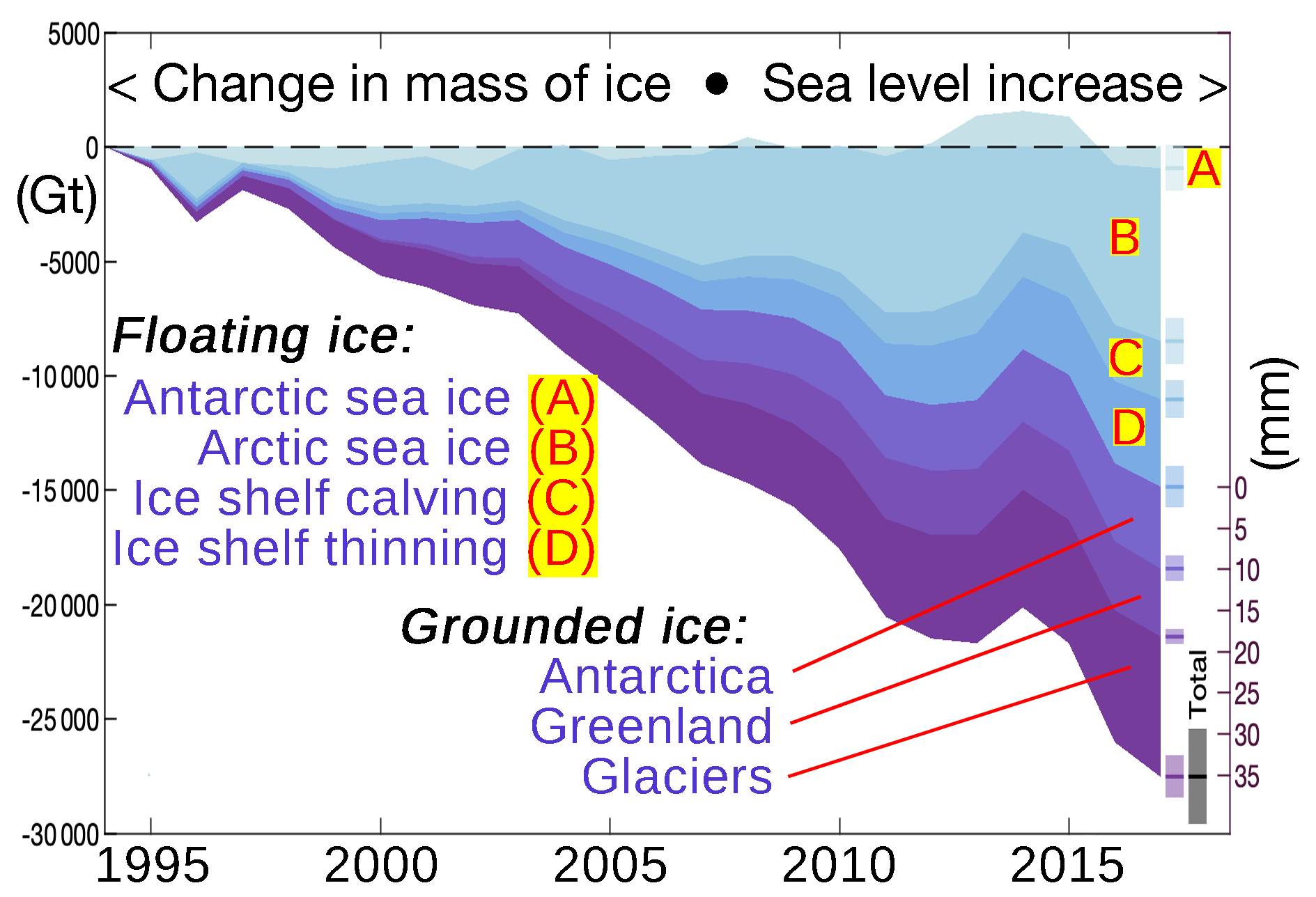
De La criosfera (encuesta 2021): La Tierra perdió 28 billones de toneladas de hielo entre 1994 y 2017, y el derretimiento del hielo en tierra (capas de hielo y glaciares) elevó el nivel global del mar en 34,6 ±3,1 mm. La tasa de pérdida de hielo ha aumentado en un 57 % desde la década de 1990: de 0,8 a 1,2 billones de toneladas por año.

El agua congelada se encuentra en la superficie de la Tierra principalmente como cubierta de nieve, hielo de agua dulce en lagos y ríos, hielo marino, glaciares, capas de hielo, y suelo congelado y permafrost (suelo congelado permanentemente). El tiempo de permanencia del hielo en cada uno de estos subsistemas criosféricos varía mucho. La capa de nieve y el hielo de agua dulce son esencialmente estacionales, y la mayor parte del hielo marino, excepto el hielo del Glacial Ártico central, dura solo unos pocos años si no es estacional. Sin embargo, una determinada partícula de agua en los glaciares, las capas de hielo o el hielo terrestre puede permanecer congelada entre 10 y 100.000 años o más, y el hielo profundo de algunas partes de la Antártida Oriental puede tener una edad cercana al millón de años.
La mayor parte del volumen de hielo del mundo se encuentra en la Antártida, principalmente en la capa de hielo de la Antártida Oriental. Sin embargo, en términos de extensión, las nieves y hielos invernales del hemisferio norte comprenden la mayor superficie, alcanzando un promedio del 23 % de la superficie hemisférica en enero. La gran extensión y el importante papel climático de la nieve y el hielo, relacionados con sus propiedades físicas únicas, indican que la capacidad de observar y modelizar la extensión de la cubierta de nieve y hielo, su espesor y sus propiedades físicas (propiedades radiativas y térmicas) es de especial importancia para la investigación del clima.
Hay varias propiedades físicas fundamentales de la nieve y el hielo que modulan los intercambios de energía entre la superficie y la atmósfera. Las propiedades más importantes son la reflectancia de la superficie (albedo), la capacidad de transferir calor (difusividad térmica) y la capacidad de cambiar de estado (calor latente). Estas propiedades físicas, junto con la rugosidad de la superficie, la emisividad y las características dieléctricas, tienen importantes implicaciones para la observación de la nieve y el hielo desde el espacio. Por ejemplo, la rugosidad de la superficie es a menudo el factor dominante que determina la fuerza de la retrodispersión del radar. Las propiedades físicas como la estructura cristalina, la densidad, la longitud y el contenido de agua líquida son factores importantes que afectan a las transferencias de calor y agua y a la dispersión de la energía de microondas. 
La reflectancia de la superficie de la radiación solar entrante es importante para el balance energético de la superficie (SEB). Es la relación entre la radiación solar reflejada y la incidente, comúnmente denominada albedo. Los climatólogos se interesan principalmente por el albedo integrado sobre la porción de onda corta del espectro electromagnético (~300 a 3500 nm), que coincide con la principal entrada de energía solar. Normalmente, los valores de albedo de las superficies cubiertas de nieve que no se derriten son altos (~80-90 %), excepto en el caso de los bosques. Los albedos más elevados de la nieve y el hielo provocan rápidos cambios en la reflectividad de la superficie en otoño y primavera en las latitudes altas, pero la importancia climática global de este aumento está modulada espacial y temporalmente por la nubosidad. (El albedo planetario está determinado principalmente por la nubosidad y por la pequeña cantidad de radiación solar total que se recibe en las latitudes altas durante los meses de invierno). El verano y el otoño son épocas de alta nubosidad media sobre el océano Ártico, por lo que la retroalimentación del albedo asociada a los grandes cambios estacionales en la extensión del hielo marino se reduce considerablemente. Groisman et al.  observaron que la cubierta de nieve mostraba la mayor influencia en el balance radiativo de la Tierra en el periodo de primavera (abril a mayo), cuando la radiación solar entrante era mayor sobre las zonas cubiertas de nieve.
Las propiedades térmicas de los elementos criosféricos también tienen importantes consecuencias climáticas. La nieve y el hielo tienen difusividades térmicas mucho menores que el aire. La difusividad térmica es una medida de la velocidad a la que las ondas de temperatura pueden penetrar en una sustancia. La nieve y el hielo son muchos órdenes de magnitud menos eficientes en la difusión del calor que el aire. La cubierta de nieve aísla la superficie del suelo y el hielo marino aísla el océano subyacente, desacoplando la interfaz superficie-atmósfera con respecto a los flujos de calor y humedad. El flujo de humedad de una superficie de agua es eliminado incluso por una fina capa de hielo, mientras que el flujo de calor a través del hielo fino sigue siendo sustancial hasta que alcanza un grosor superior a los 30 o 40 cm. Sin embargo, incluso una pequeña cantidad de nieve sobre el hielo reducirá drásticamente el flujo de calor y disminuirá el ritmo de crecimiento del hielo. El efecto aislante de la nieve también tiene importantes implicaciones para el ciclo hidrológico. En regiones sin permafrost, el efecto aislante de la nieve es tal que solo se congela el suelo cercano a la superficie y el drenaje de aguas profundas no se interrumpe.
Mientras que la nieve y el hielo actúan para aislar la superficie de las grandes pérdidas de energía en invierno, también actúan para retardar el calentamiento en la primavera y el verano debido a la gran cantidad de energía necesaria para fundir el hielo (el calor latente de fusión, 3,34 x 105 J/kg a 0 °C). Sin embargo, la fuerte estabilidad estática de la atmósfera sobre las zonas con mucha nieve o hielo tiende a confinar el efecto de enfriamiento inmediato a una capa relativamente poco profunda, por lo que las anomalías atmosféricas asociadas suelen ser de corta duración y de escala local a regional. En algunas zonas del mundo, como Eurasia, sin embargo, se sabe que el enfriamiento asociado a un gran manto de nieve y a los suelos húmedos de primavera desempeña un papel en la modulación de la circulación del monzón de verano. Gutzler y Preston (1997) presentaron recientemente pruebas de una retroalimentación similar de la circulación de la nieve en verano sobre el suroeste de Estados Unidos.
El papel de la capa de nieve en la modulación del monzón es solo un ejemplo de una retroalimentación criosfera-clima a corto plazo que involucra la superficie terrestre y la atmósfera. En la Figura 1 se puede ver que hay numerosas retroalimentaciones criosfera-clima en el sistema clima global. Estos operan en una amplia gama de escalas espaciales y temporales, desde el enfriamiento estacional local de la temperatura del aire hasta variaciones a escala hemisférica en las capas de hielo en escalas de tiempo de miles de años. Los mecanismos de retroalimentación involucrados son a menudo complejos y no se comprenden por completo. Por ejemplo, Curry et al. (1995) mostró que la denominada retroalimentación «simple» del albedo del hielo marino implicaba interacciones complejas con la fracción de plomo, los estanques de deshielo, el espesor del hielo, la capa de nieve y la extensión del hielo marino.

### Nieve
Debido a su estrecha relación con la temperatura del aire hemisférico, la capa de nieve es un indicador importante del cambio climático. La mayor parte del área cubierta de nieve de la Tierra se encuentra en el hemisferio norte y varía estacionalmente desde 46,5 millones de km2 en enero hasta 3,8 millones de km2 en agosto. la capa de nieve invernal en América del Norte aumentó durante el siglo XX, en gran medida en respuesta a un aumento en la precipitación. Sin embargo, el Sexto Informe de Evaluación del IPCC encontró que la capa de nieve del hemisferio norte ha estado disminuyendo desde 1978, junto con la profundidad de la nieve.  Las observaciones paleoclimáticas muestran que tales cambios no tienen precedentes en los últimos milenios en el poniente de América del Norte.
El manto de nieve es un componente de almacenamiento extremadamente importante en el balance hídrico, especialmente los mantos de nieve estacionales en las zonas montañosas del mundo. Aunque su extensión es limitada, los mantos de nieve estacionales de las cadenas montañosas de la Tierra constituyen la principal fuente de escorrentía para el flujo de los arroyos y la recarga de las aguas subterráneas en amplias zonas de las latitudes medias. Por ejemplo, más del 85 % de la escorrentía anual de la cuenca del río Colorado se origina en forma de deshielo. La escorrentía del deshielo de las montañas de la Tierra llena los ríos y recarga los acuíferos de los que dependen los recursos hídricos de más de mil millones de personas. Además, más del 40 % de las zonas protegidas del mundo se encuentran en las montañas, lo que demuestra su valor como ecosistema único que necesita protección y como zona de recreo para los seres humanos. Se espera que el calentamiento del clima provoque cambios importantes en la distribución de la nieve y las precipitaciones, así como en el momento del deshielo, lo que tendrá importantes repercusiones en el uso y la gestión del agua. Estos cambios también implican una retroalimentación potencialmente importante a escala decenal y a más largo plazo para el sistema climático a través de cambios temporales y espaciales en la humedad del suelo y la escorrentía hacia los océanos (Walsh 1995). Los flujos de agua dulce de la cubierta de nieve hacia el medio marino pueden ser importantes, ya que el flujo total es probablemente de la misma magnitud que las zonas de crestas y escombros desalinizados del hielo marino. Además, hay un pulso asociado de contaminantes precipitados que se acumulan durante el invierno ártico en las nevadas y se liberan en el océano durante la ablación del hielo marino.

### Hielo marino
El hielo marino cubre gran parte de los océanos polares y se forma por congelación del agua de mar. Los datos satelitales desde principios de la década de 1970 revelan una considerable variabilidad estacional, regional e interanual en las cubiertas de hielo marino de ambos hemisferios. Estacionalmente, la extensión del hielo marino en el hemisferio sur varía por un factor de 5, desde un mínimo de 3 a 4 millones de km2 en febrero a un máximo de 17 a 20 millones de km2 en septiembre. La variación estacional es mucho menor en el hemisferio norte, donde la naturaleza confinada y las altas latitudes del océano Ártico dan como resultado una cubierta de hielo perenne mucho más grande, y la tierra circundante limita la extensión hacia el ecuador del hielo invernal. Por lo tanto, la variabilidad estacional en la extensión del hielo del hemisferio septentrional varía solo por un factor de 2, desde un mínimo de 7 a 9 millones de km2 en septiembre a un máximo de 14 a 16 millones de km 2 en marzo.
La cubierta de hielo exhibe una variabilidad interanual a escala regional mucho mayor que hemisférica. Por ejemplo, en la región del mar de Ojotsk y Japón, la extensión máxima del hielo disminuyó de 1,3 millones de km2 en 1983 a 0,85 millones de km2 en 1984, una disminución del 35 %, antes de recuperarse al año siguiente a 1,2 millones de km2. Las fluctuaciones regionales en ambos hemisferios son tales que durante cualquier período de varios años del registrosatelital, algunas regiones exhiben una cobertura de hielo decreciente mientras que otras muestran una cobertura de hielo creciente. La tendencia general indicada en el registro de microondas pasivas desde 1978 hasta mediados de 1995 muestra que la extensión del hielo marino del Ártico está disminuyendo un 2,7 % por década. El trabajo posterior con los datos satelitales de microondas pasivos indica que desde fines de octubre de 1978 hasta fines de 1996, la extensión del hielo marino Ártico disminuyó en un 2,9 % por década, mientras que la extensión del hielo marino Antártico aumentó en 1,3 % por década. La publicación del Panel Intergubernamental sobre el Cambio Climático Cambio climático 2013: la base de la ciencia física indicó que la extensión del hielo marino en el hemisferio norte mostró una disminución del 3,8 ± 0,3 % por década desde noviembre de 1978 hasta diciembre de 2012.

### Hielo de lagos y ríos
El hielo se forma en los ríos y lagos en respuesta al enfriamiento estacional. Los tamaños de los cuerpos de hielo implicados son demasiado pequeños para ejercer algo más que efectos climáticos localizados. Sin embargo, los procesos de congelación/descongelación responden a factores climáticos locales y a gran escala, de modo que existe una considerable variabilidad interanual en las fechas de aparición y desaparición del hielo. Las largas series de observaciones del hielo lacustre pueden servir como registro climático indirecto, y el seguimiento de las tendencias de congelación y desintegración puede proporcionar un conveniente índice integrado y estacional de las perturbaciones climáticas. La información sobre las condiciones del hielo en los ríos es menos útil como proxy climático porque la formación de hielo depende en gran medida del régimen de flujo de los ríos, que se ve afectado por las precipitaciones, el derretimiento de la nieve y la escorrentía de las cuencas hidrográficas, además de estar sujeto a la interferencia humana que modifica directamente el flujo del canal, o que afecta indirectamente a la escorrentía a través de las prácticas de uso de la tierra.
La congelación de los lagos depende del almacenamiento de calor en el lago y, por lo tanto, de su profundidad, la velocidad y la temperatura de cualquier flujo de entrada y los flujos de energía agua-aire. La información sobre la profundidad de los lagos a menudo no está disponible, aunque se puede obtener alguna indicación de la profundidad de los lagos poco profundos en el Ártico a partir de imágenes de radar aerotransportadas durante el final del invierno (Sellman et al. 1975) e imágenes ópticas espaciales durante el verano (Duguay y Lafleur 1997). El momento de la ruptura se modifica por la profundidad de la nieve en el hielo, así como por el espesor del hielo y la entrada de agua dulce.

### Suelo congelado y permafrost
El suelo congelado (permafrost y suelo congelado estacionalmente) ocupa aproximadamente 54 millones de km2 de las áreas terrestres expuestas del hemisferio norte (Zhang et al., 2003) y, por lo tanto, tiene la mayor extensión de área de cualquier componente de la criosfera. El permafrost (suelo congelado perennemente) puede ocurrir donde la temperatura media anual del aire (MAAT) es inferior a −1 o −2 °C y generalmente es continuo donde MAAT es inferior a −7 °C. Además, su extensión y espesor se ven afectados por el contenido de humedad del suelo, la cubierta de vegetación, la profundidad de la nieve en invierno y el aspecto. La extensión global del permafrost aún no se conoce por completo, pero subyace aproximadamente en el 20 % de las áreas terrestres del hemisferio norte. Los espesores superan los 600 m a lo largo de la costa ártica del noreste de Siberia y Alaska, pero, hacia los márgenes, el permafrost se vuelve más delgado y discontinuo horizontalmente. Las zonas marginales estarán más inmediatamente sujetas a cualquier derretimiento causado por una tendencia al calentamiento. La mayor parte del permafrost existente actualmente se formó durante condiciones anteriores más frías y es, por tanto, relicto. Sin embargo, el permafrost puede formarse en los climas polares actuales cuando los glaciares retroceden o la emergencia de la tierra deja al descubierto el suelo no congelado. Washburn (1973) llegó a la conclusión de que la mayor parte del permafrost continuo está en equilibrio con el clima actual en su superficie superior, pero los cambios en la base dependen del clima actual y del flujo de calor geotérmico; por el contrario, la mayor parte del permafrost discontinuo es probablemente inestable o «se encuentra en un equilibrio tan delicado que el más mínimo cambio climático o de superficie tendrá efectos drásticos de desequilibrio».
En condiciones de calentamiento, el aumento de la profundidad de la capa activa de verano tiene importantes repercusiones en los regímenes hidrológico y geomórfico. Se ha informado de descongelación y retroceso del permafrost en el alto valle del Mackenzie y a lo largo del margen sur de su ocurrencia en Manitoba, pero tales observaciones no son fácilmente cuantificables ni generalizables. Sobre la base de los gradientes latitudinales medios de la temperatura del aire, cabría esperar un desplazamiento medio hacia el norte del límite meridional del permafrost de entre 50 y 150 km, en condiciones de equilibrio, para un calentamiento de 1 °C.
Sólo una parte de la zona de permafrost está formada por hielo terrestre. El resto (permafrost seco) es simplemente suelo o roca a temperaturas bajo cero. El volumen de hielo suele ser mayor en las capas superiores del permafrost y comprende principalmente hielo de poros y segregado en el material terrestre. Las mediciones de las temperaturas de las perforaciones en el permafrost pueden utilizarse como indicadores de los cambios netos en el régimen de temperatura. Gold y Lachenbruch (1973) infieren un calentamiento de 2-4 °C durante 75 a 100 años en Cabo Thompson, Alaska, donde el 25 % superior del permafrost de 400 m de espesor es inestable con respecto a un perfil de equilibrio de la temperatura con la profundidad (para la actual temperatura media anual de la superficie de -5 °C). Sin embargo, las influencias del clima marítimo pueden haber sesgado esta estimación. En la bahía Prudhoe datos similares implican un calentamiento de 1,8 °C durante los últimos 100 años (Lachenbruch et al. 1982). Los cambios en la profundidad de la capa de nieve y la alteración natural o artificial de la vegetación de la superficie pueden introducir otras complicaciones.
Osterkamp (1984) ha establecido que las tasas potenciales de descongelación del permafrost son de dos siglos o menos para el permafrost de 25 metros de espesor en la zona discontinua del interior de Alaska, suponiendo un calentamiento de -0,4 a 0 °C en 3-4 años, seguido de un aumento adicional de 2,6 °C. Aunque la respuesta del permafrost (profundidad) al cambio de temperatura es un proceso típicamente muy lento (Osterkamp 1984; Koster 1993), hay muchas pruebas de que el espesor de la capa activa responde rápidamente a un cambio de temperatura (Kane et al. 1991). En un escenario de calentamiento o enfriamiento, el cambio climático global tendrá un efecto significativo en la duración de los periodos libres de heladas tanto en las regiones con suelo estacional como en las perennes.

### Glaciares y capas de hielo

Representación de los glaciares en un mapa topográfico

Los mantos de hielo y los glaciares son masas de hielo que fluyen y se apoyan en tierra firme. Están controlados por la acumulación de nieve, el deshielo superficial y basal, el desprendimiento en los océanos o lagos circundantes y la dinámica interna. Esta última es el resultado del flujo de fluencia impulsado por la gravedad («flujo glacial») dentro del cuerpo de hielo y del deslizamiento sobre el terreno subyacente, lo que provoca el adelgazamiento y la extensión horizontal. Cualquier desequilibrio de este equilibrio dinámico entre la ganancia de masa, la pérdida y el transporte debido al flujo da lugar a cuerpos de hielo que crecen o se reducen.
Las capas de hielo son la mayor fuente potencial de agua dulce del mundo, ya que contienen aproximadamente el 77 % del total mundial. Esto corresponde a 80 m del equivalente del nivel del mar en el mundo, y la Antártida representa el 90 %. La mayor parte del 10 % restante corresponde a Groenlandia, mientras que otras masas de hielo y glaciares representan menos del 0,5 %. Debido a su tamaño en relación con las tasas anuales de acumulación y derretimiento de la nieve, el tiempo de permanencia del agua en las capas de hielo puede extenderse hasta 100.000 o 1 millón de años. En consecuencia, cualquier perturbación climática produce respuestas lentas, que se producen a lo largo de períodos glaciares e interglaciares. Los glaciares de valle responden rápidamente a las fluctuaciones climáticas, con tiempos de respuesta típicos de 10-50 años. Sin embargo, la respuesta de los glaciares individuales puede ser asíncrona al mismo forzamiento climático debido a las diferencias en la longitud, la elevación, la pendiente y la velocidad de movimiento de los glaciares. Oerlemans (1994) aportó pruebas de un retroceso global de los glaciares que podría explicarse por una tendencia lineal de calentamiento de 0,66 °C por 100 años.
Aunque es probable que las variaciones de los glaciares tengan efectos mínimos sobre el la evolución a nivel global del clima, su retroceso puede haber contribuido a entre un tercio y la mitad del aumento del nivel del mar observado en el siglo XX (Meier 1984; IPCC 1996). Además, es muy probable que una recesión glaciar tan extensa como la que se observa actualmente en la Cordillera Occidental de Norteamérica, donde la escorrentía de las cuencas glaciares se utiliza para el riego y la energía hidroeléctrica, implica importantes impactos hidrológicos y ecosistema. La planificación eficaz de los recursos hídricos y la mitigación de los impactos en esas zonas depende del desarrollo de un conocimiento sofisticado del estado del hielo glaciar y de los mecanismos que provocan su cambio. Además, la comprensión de los mecanismos en juego es crucial para interpretar las señales de cambio global contenidas en las series temporales de los registros de balance de masa de los glaciares.
Las estimaciones del balance de masa de los glaciares combinados de las grandes capas de hielo conllevan una incertidumbre de alrededor del 20 %. Los estudios basados en la estimación de las nevadas y la producción de masa tienden a indicar que las capas de hielo están cerca del equilibrio o sacan algo de agua de los océanos. Estudios marinos sugieren el aumento del nivel del mar de la Antártida o el rápido derretimiento basal de las plataformas de hielo. Algunos autores (Paterson 1993; Alley 1997) han sugerido que la diferencia entre la tasa observada de aumento del nivel del mar (aproximadamente 2 mm/año) y la tasa explicada de aumento del nivel del mar a partir del deshielo de los glaciares de montaña, la expansión térmica del océano, etc. (aproximadamente 1 mm/año o menos) es similar al desequilibrio modelado en la Antártida (aproximadamente 1 mm/año de aumento del nivel del mar; Huybrechts 1990), lo que sugiere una contribución del aumento del nivel del mar desde la Antártida.
Las relaciones entre el clima global y los cambios en la extensión del hielo son complejas. El balance de masas de los glaciares y las capas de hielo terrestres está determinado por la acumulación de nieve, sobre todo en invierno, y la ablación de las estaciones cálidas, debida principalmente a la radiación neta y a los flujos de calor turbulento hacia el hielo y la nieve que se derriten por la advección de aire caliente (Munro 1990). Sin embargo, la mayor parte de la Antártida nunca experimenta un derretimiento superficial. Cuando las masas de hielo terminan en el océano, el desprendimiento de icebergs es el principal factor de pérdida de masa. En esta situación, el margen de hielo puede extenderse hacia aguas profundas como una plataforma de hielo flotante, como la del Mar de Ross. A pesar de la posibilidad de que el calentamiento global pueda hacer que las pérdidas de la capa de hielo de Groenlandia se compensen con las ganancias de la capa de hielo de la Antártida, existe una gran preocupación por la posibilidad de que se produzca un colapso de la capa de hielo de la Antártida Occidental. La capa de hielo de la Antártida Occidental está asentada sobre un lecho de roca por debajo del nivel del mar, y su colapso tiene el potencial de elevar el nivel del mar mundial entre 6 y 7 m en unos pocos cientos de años.
La mayor parte de la descarga de la capa de hielo de la Antártida Occidental se produce a través de las cinco principales corrientes de hielo (hielo de flujo más rápido) que entran en la barrera de hielo de Ross, la corriente de hielo Rutford que entra en la barrera de hielo Filchner-Ronne del mar de Weddell, y el glaciar Thwaites y el glaciar Pine Island que entran en la barrera de hielo Amundsen. Las opiniones difieren en cuanto al balance de masas actual de estos sistemas (Bentley 1983, 1985), principalmente debido a la escasez de datos. El manto de hielo de la Antártida Occidental es estable mientras que la plataforma de hielo de Ross y la plataforma de hielo de Filchner-Ronne estén limitadas por el arrastre a lo largo de sus límites laterales y fijadas por el enclavamiento local de las elevaciones de hielo producidas en aquellos  sectores en que el hielo entra en contacto con el fondo marino.

## Criósfera durante épocas glaciales
Durante la época glacial la criosfera aumentó notablemente su tamaño hasta cubrir una parte considerable de las tierras boreales de Eurasia y América, bajando el nivel del mar en más de cien metros y creando grandes plataformas de hielo que conectaban todo el norte del planeta. También gracias a esto (y a la deriva continental), los primeros homínidos, surgidos en África, pudieron llegar a todas las partes del mundo, que luego se separarían con la vuelta a la normalidad de los mares y océanos.